# Christina Quarles
Christina Quarles (nascida em 1985) é uma artista e escritora americana contemporânea queer, que vive e trabalha em Los Angeles, cujas pinturas gestuais e abstratas confrontam temas de identidades raciais, sexuais e de gênero. Ela é considerada a vanguarda de uma geração de artistas millennials e suas obras destroem os costumes sociais de classificação física.

## Vida pregressa
Quarles nasceu em 1985 em Chicago, Illinois.
Em 1991, após o divórcio dos pais, ela se mudou com a mãe para Los Angeles, Califórnia, onde continua morando e trabalhando. No ensino médio ela conheceu Alyssa Polk, a mulher que mais tarde se tornaria sua esposa.
Ela cresceu como filha única de uma mãe solteira e começou a desenhar desde cedo. Teve sua primeira aula de desenho aos 12 anos. Durante o ensino médio, ela desenvolveu habilidades e aprendeu técnicas com seu professor Joseph Gatto que ainda utiliza. “Ele falou da memória muscular de reproduzir a forma”, disse ela. “Antes de fazer a marca, você traçava os movimentos para delinear a figura, apenas com pó de carvão. Quando você começava a desenhar, se errasse, não apagava, pois isso reforçaria a memória muscular; em vez disso, você deve passar por cima com uma nova marca”.[carece de fontes?]

## Educação
Depois de frequentar a Escola Secundária de Artes do Condado de Los Angeles (LACHSA), Quarles obteve um bacharelado em arte e filosofia pelo Hampshire College em 2007, e em 2016 um Mestrado em Belas Artes em Pintura pela Escola de Artes de Yale. No mesmo ano, Quarles também completou uma residência na Escola de Pintura e Escultura Skowhegan.

## Trabalhos
Os títulos das suas obras aludem frequentemente a um vernáculo escrito e falado. O conteúdo de seu trabalho apresenta muitas formas humanas distorcidas, muitas vezes nuas. Ela contorce e torce os corpos, fazendo com que os membros interajam com diferentes camadas e dimensões da obra, para mostrar uma profusão de perspectivas. Na sua vida pessoal, a sua identidade racial e sexual de ser uma mulher negra, queer e cisgênero é muitas vezes confundida, pelo que a multiplicidade do seu trabalho é vista como uma ligação a essas experiências pessoais e tem receio de deturpação. Quarles frequentemente retrata casais em poses eróticas, embora improváveis.
Em 2018, ela explicou a relação de sua identidade com seu trabalho: “Como mulher, como queer, como pessoa de cor, é importante para mim não perpetuar o consumo passivo do corpo. fazer, pintar o corpo. Então, tento encontrar maneiras de não permitir uma leitura passiva. Vejo meu trabalho como uma exploração da ambiguidade da identidade. Vejo minhas figuras como se movendo entre os gêneros. Tenho tendência a ter seios no trabalho, mas vejo isso mais como uma oportunidade de expressar a gravidade através dessa coisa estranha, carnuda e irregular".
Em 2021, durante uma entrevista com Jareh Das da Bomb Magazine ela descreveu seu trabalho da seguinte forma: “As figuras em meu trabalho são possivelmente corpos individuais movendo-se através do tempo e do espaço, bem como através da percepção de si mesmos. Eu uso o meio da pintura, com suas conotações históricas, para ativar algo que pode ir além da fixidez. Descobri que a pintura é um meio realmente útil só porque está tão sobrecarregada por sua história, suas regras e expectativas. Isso reflete meu experiência de viver no corpo que habito e do qual em certos pontos também me desvio em termos da norma e da expectativa de identidade ou dos momentos em que todo o sistema meio que se mostra e desmorona".

## Carreira
Quarles teve seu primeiro show solo intitulado It's Gunna Be All Right, Cause Baby, There Ain't Nuthin Left, em 2017 no Skibum Macarthur em Los Angeles.
Em 2017, Peter Schjeldahl, do New Yorker, comparou o trabalho de Quarles ao dos artistas Arshile Gorky e Willem de Kooning, descrevendo seu talento para "adaptar a estética abstrata à representação carnal". Depois que o trabalho de Quarles foi exibido em Abstract/Not Abstract como parte da Miami Art Week em 2017, o marchand Jeffrey Deitch afirmou que ficou "simplesmente surpreso com a pintura dela", acrescentando mais tarde que considera Quarles "a artista mais quente da América no momento".
Sua segunda exposição individual ocorreu em 2018, intitulada Baby, I Want Yew To Know All Tha Folks I Am, na David Castillo Gallery em Miami.
Ela foi incluída na exposição itinerante de 2019 Young, Gifted, and Black: The Lumpkin-Boccuzzi Family Collection of Contemporary Art.
Outras exposições notáveis incluem Fictions (2017/18) no Studio Museum no Harlem, Trigger: Gender as a Tool and a Weapon (2017/18) no New Museum of Contemporary Art em Nova York, e Made in LA (2018) no Hammer Museum em Westwood, CA.
Em 2020, seu trabalho foi incluído na mostra coletiva My Body, My Rules no Perez Art Museum Miami. A mostra comentou a diversidade de práticas e temas de 23 artistas identificadas como mulheres, dos séculos XX e XXI. Louise Bourgeois, Carolee Schneemann, Cindy Sherman, Lorna Simpson, Ana Mendieta, Mickalene Thomas e Wangechi Mutu estavam entre elas.
Seis pinturas da artista foram incluídas na exposição The Milk of Dreams, de Cecilia Alemani, na Bienal de Veneza 2022, no Pavilhão Central.

## Reconhecimentos e prêmios
Em 2015, Quarles recebeu a bolsa Robert Schoelkopf na Universidade de Yale e em 2016 a bolsa Rema Hort Mann Emerging Artist.
Em 2018, Quarles foi nomeada membra do Artsy Vanguard, um grupo de 15 artistas declarado "em ascensão" pelo Artsy.net.
Quarles recebeu o primeiro Prêmio Pérez (2019) do Pérez Art Museum Miami. Em artigo publicado pela ARTnews, o museu relatou ter conhecido a prática artística de Christina Quarles por meio de uma mostra apresentada em uma galeria de Miami em 2017. O museu adquiriu a peça intitulada Forced Perspective (And I Kno It's Rigged, But It's tha Only Game in Town), que esteve em exibição na edição de 2018 da Bienal Made in LA no Hammer Museum da Universidade da Califórnia, em Los Angeles.

## Mercado de arte
Em 2022, a pintura de Quarles Night Fell Upon Us Up On Us (2019) foi vendida por um recorde de US$ 4,5 milhões na Sotheby’s em Nova York.
A artista é representada por Pilar Corrias e Hauser & Wirth.

## Exposições
Quarles realizou inúmeras exposições individuais em galerias e museus nos Estados Unidos e internacionalmente. Suas exposições individuais notáveis incluem Baby, I Want Yew To Know All Tha Folks I Am (2017), Skibum MacArthur Gallery, Los Angeles, e David Castillo Gallery, Miami; MATRIX 271/Christina Quarles (2018), Berkeley Art Museum e Pacific Film Archive, Berkeley, Califórnia; Christina Quarles: In Likeness (2019), The Hepworth Wakefield, Wakefield, West Yorkshire; Yew Jumped too Deep, Yew Buried the Lead (2019), Richmond Center for Visual Arts, Kalamazoo, Michigan; e Christina Quarles (2021-2022), originária do Museu de Arte Contemporânea de Chicago.
Ela também participou de muitas exposições coletivas, incluindo a Biennale de Lyon (2022), Musée d'art contemporain de Lyon; e a 59ª Bienal de Veneza (2022).

## Obras notáveis em coleções públicas
- Hard Pressed (2017), Whitney Museum, Nova York[40]
- Hedge Yer Bets (Baby, I'm a Maze) (2017), Rubell Museum, Miami e Washington, D.C.[41]
- Small Offerings (2017), Berkeley Art Museum and Pacific Film Archive, Berkeley, California[42]
- Bad Air/Yer Grievances (2018), Museum of Contemporary Art, Los Angeles[43]
- Bottoms Up (2018), Kadist, Paris[44]
- Casually Cruel (2018), Tate, Londres[45]
- Feel'd (2018), Walker Art Center, Minneapolis[46]
- Forced Perspective (And I Kno It’s Rigged, But It’s tha Only Game in Town) (2018), Pérez Art Museum, Miami[47]
- When It'll Dawn on Us, Then Will It Dawn on Us (2018), Whitney Museum, Nova York[48]
- Hush Now Baby Baby (2019), Louisiana Museum of Modern Art[49]
- Laid Down Beside Yew (2019), Museum of Contemporary Art, Chicago[50]
- Never Believe It’s Not So (Never Believe/ It’s Not So) (2019), Museum of Contemporary Art, Chicago[51]
- We Knew So Little Then/ I Know Even Less Now... (2019), Art Institute of Chicago[52]
- For Sorrow or Inspiration (2020), Moderna Museet, Estocolmo[53]
- Held Fast and Let Go Likewise (2020), Hirshhorn Museum and Sculpture Garden, Smithsonian Institution, Washington, D.C.[54]
- Ascent (2021), Institute of Contemporary Art, Miami[55]

## Publicações

### 2021
- Quarles, Christina, Man in Shower in Beverly Hills; em: Little, Helen, David Hockney. Moving Focus, Londres: Tate Publishing, 2021, pp. 84–87.
- Quarles, Christina, Bacon Today; em: Royal Academy of Arts Magazine, Londres, no. 153, Inverno de 2021, pp. 50–51.

### 2019
- Quarles, Cristina, Christina Quarles; em: Porter, Janelle (ed.), Mike Kelley: Timeless Painting, Zurique/Nova York: Hauser & Wirth, 2019, p. 113.